# Vieste
Vieste ist eine Gemeinde an der italienischen Adriaküste. Sie liegt in der Region Apulien und gehört zur Provinz Foggia. Die kleine Stadt mit knapp 14.000 Einwohnern war ein Fischerdorf und ist nun stark vom Tourismus geprägt.

## Geografie
Vieste ist auf der Landkarte am „Sporn“ des „italienischen Stiefels“ zu finden. Das Städtchen, das auf einem felsigen Vorgebirge am äußersten Ostrand des Gargano gelegen ist, besteht aus einem auf der Felsspitze San Francesco gelegenen alten Ortskern, der typisch mittelalterlich ist und einem modernen Teil, der sich entlang der Küstenlinie zwischen den Stränden von San Lorenzo im Nordwesten und Castello im Süden entwickelt hat.
Die Erosion hat den Kalkstein der umgebenden Küste stark umgeformt. So sind an verschiedenen Orten eigenwillig geformte Felsen, Grotten und Bögen zu sehen.
Die nächste größere Stadt ist die Provinzhauptstadt Foggia in 99 km Entfernung.

## Geschichte
Bei der zu Vieste gehörenden Fraktion Molinella, etwa drei Kilometer außerhalb der Stadt, wurden auf einem kleinen Hügel Reste einer Wehrmauer und einer an sie angebauten Hütte einer bronzezeitlichen Siedlung entdeckt. Ein Fragment mykenischer Keramik aus dem Späthelladikum II B, das in der Hütte gefunden wurde, datiert diese ins 15. Jahrhundert v. Chr. Unweit von der Siedlung befanden sich Gräber, darunter Reste eines Felskammergrabs, aus der mittleren bis späten italischen Bronzezeit.
Eine erste Besiedlung auf dem Gebiet des heutigen Vieste hat in der Periode zwischen dem 10. und dem 6. Jahrhundert vor Christus stattgefunden; ungewiss ist die Herkunft seines Namens, den einige von dem Vorhandensein eines der Vesta geweihten Tempels, andere vom Namen Apeneste ableiten, den es in römischer Epoche gehabt haben soll.
Im 16. und 17. Jahrhundert fanden regelmäßig Angriffe und Plünderungen durch türkische Piraten statt, von denen die tragischste die von 1554 war, als 7000 Einwohner verschleppt und Hunderte auf einem Fels geköpft wurden, der noch heute im Stadtzentrum zu sehen ist. Zeugnis dieser blutigen Periode sind die verschiedenen an der Küste verstreuten Wachtürme und das Castello auf dem Gipfel des Städtchens, das von Friedrich II. 1240 gebaut wurde, und dann wegen der durch die Türken bestehenden Gefahr im 15. Jahrhundert mit Mauereinfriedung wiederaufgebaut wurde.

## Sehenswürdigkeiten

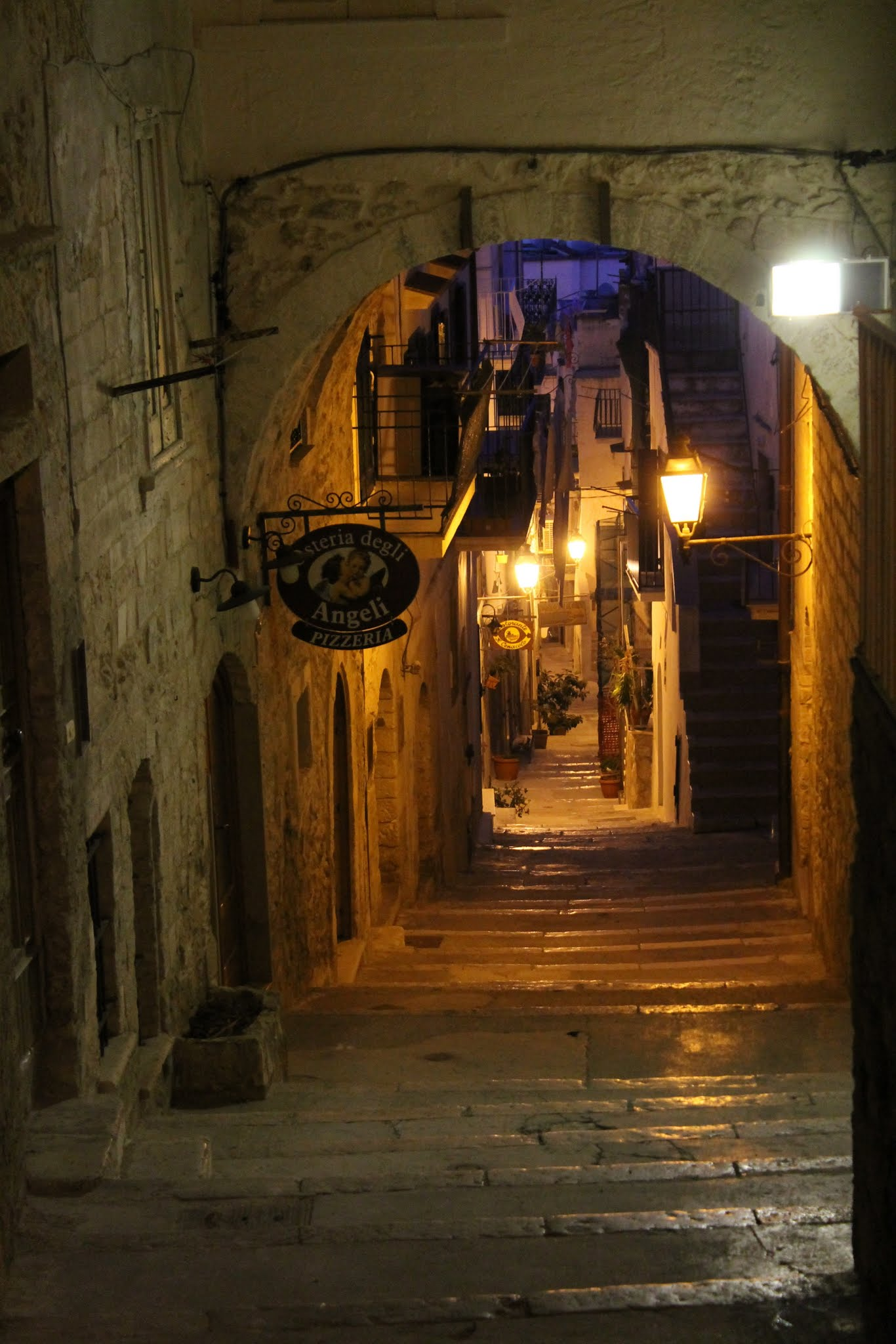
In der Altstadt

- Im Museo Civico werden neben historischen Objekten zahlreiche Artefakte aus der vor-römischen Zeit aufbewahrt. Darunter befinden sich Fragmente einer Stele, mit einer mit messapischen Buchstaben eingeschnittenen epigraphischen Inschrift, die als „das hervorragendste linguistische Dokument alter Daunia“ bezeichnet wird.
- Kathedrale Santa Maria Assunta
- Kastell
- Pizzomunno, Kalkfelsen
- Grotten
- Altstadt
- Kirche St. Maria Merino
- La Salata, frühchristliche Begräbnisstätten
- Sfinalicchio, Graffiti aus der Zeit um 10.000 bis 9000 v. Chr.[3]

## Tourismus
Für Windsurfer ist Vieste ein geeigneter Ort. Auf Grund der exponierten Lage herrscht dort fast täglich ein surf- und segeltauglicher Wind. Es gibt mehrere Surfschulen und Sandstrände. In der Region findet man viele Campingplätze.
Bekannt ist der an jedem zweiten Montag stattfindende Markt. Zwischen Oktober und Juni stagniert die lokale Wirtschaft des touristischen Ortes weitgehend.